# Camellia sasanqua
Camellia sasanqua es una especie de Camellia nativa de Japón y China. En Japón, se la encuentra en bosques siempreverdes costeros del sur, tales como en Shikoku, Kyūshū y muchas otras islas menores, incluida Okinawa. Se la halla usualmente creciendo a altitudes de 900 m s. n. m. En China, se la conoce como "té shulang".

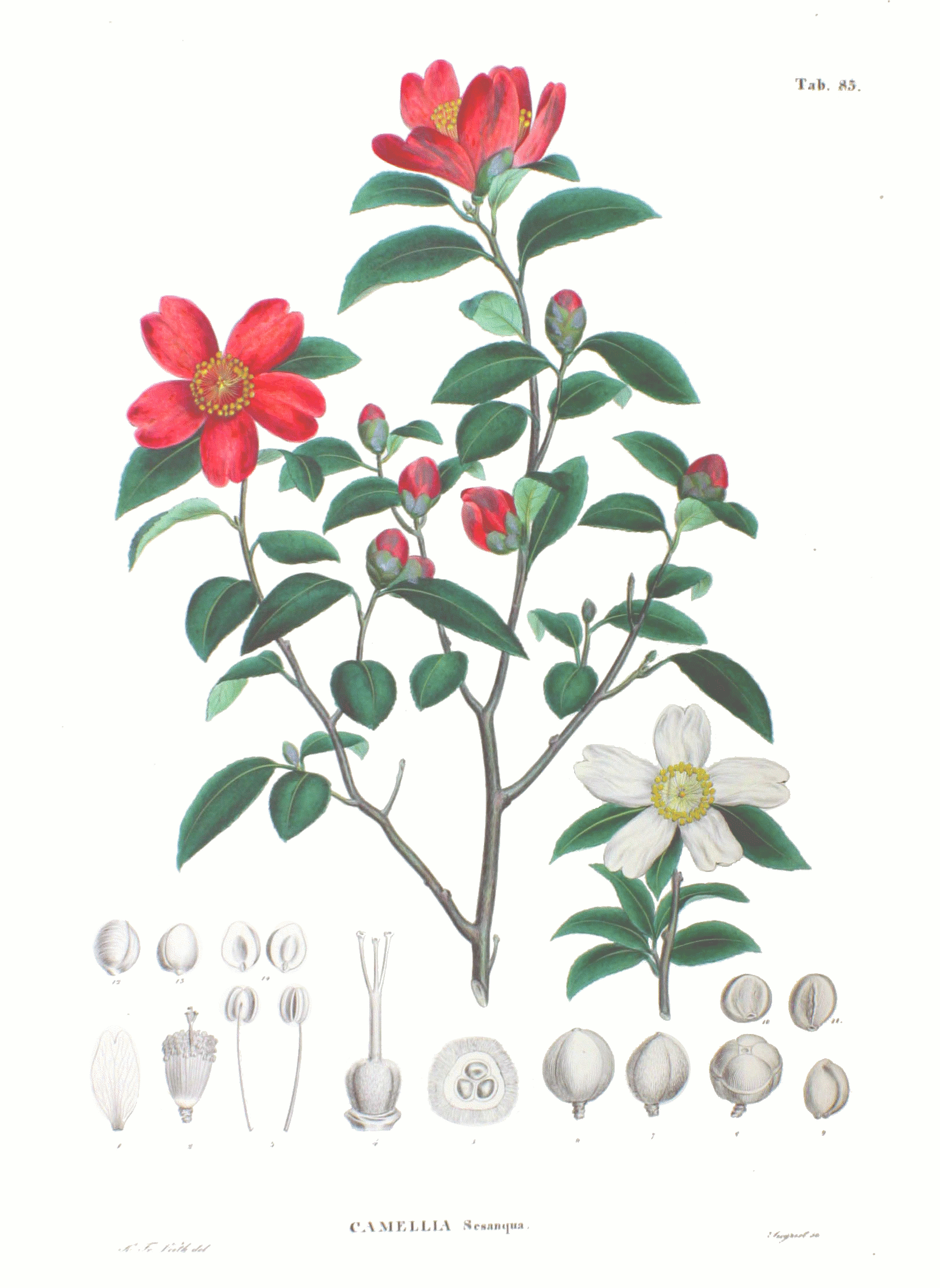
Ilustración.

## Descripción
Es un arbusto siempreverde de 5 m de altura. Hojas anchas, elípticas, de 3-7 cm de largo y 1,2-3 cm de ancho, con un fino margen serrado. Flores 5-7 cm diámetro, con 5-8 pétalos blancos a rosa oscuras.

## Historia y usos
Al comienzo del periodo Edo, los cultivares de Camellia sasanqua aparecen; el primer régistro de cultivares de esta planta fue hecho por Ihei Itō (1695-1733). En japonés se distingue la camelia (椿、つばき, tsubaki) de la sasanqua (山茶花, さざんか, sazanka, literalmente «flor del té de la montaña»), e incluso en los haikus cada una de estas flores es un kigo que se asocia a una estación distinta: la camelia se asocia a la primavera y la sasanqua al invierno.
Camellia sasanqua no fue conocida en Occidente hasta 1869, cuando fue importada a Europa por mercaderes alemanes. Luego se introdujo en Australia y a EE. UU..
Tiene una larga historia de cultivo en Japón por razones prácticas más que decorativas, ya que las hojas se usan para hacer té y con las semillas o nueces se hace aceite usado en iluminación, lubricación, cocción y cosméticos. El aceite de té tiene un poder calorífico más alto que cualquier otro aceite comestible disponible naturalmente en Japón.
Es la flor oficial de la ciudad japonesa de Saga.

## Taxonomía
Camellia sasanqua fue descrita por Carl Peter Thunberg y publicado en Flora Japonica, . . . 273, t. 30, en el año 1784.
Etimología
Camellia: nombre genérico otorgado en honor del botánico y misionero jesuita del siglo XVII, Jiří Josef Camel (también conocido como Camellus), quien transportó plantas de camelias desde Filipinas a Europa. Carlos Linneo nombró a este género en su honor.
sasanqua: epíteto derivado de la palabra japonesa sazanka, que significa "te de montaña".
Sinonimia
- Camellia miyagii (Koidz.) Makino & Nemoto
- Camellia tegmentosa (Koidz.) Makino & Nemoto
- Sasanqua malliflora Raf.
- Sasanqua oleifera Raf.
- Sasanqua vulgaris Nees
- Thea sasanqua (Thunb.) Cels[7]